# 昭聖皇后 (金顯宗)
昭聖皇后（1139年10月16日—1163年），姓刘，名不详，遼陽人，金顯宗完顏允恭的妾室，金宣宗完顏珣的母親。
劉氏在天眷二年九月己亥（1139年10月16日）出生，當時劉氏家人看到有黃衣女子進入劉氏母親的房間後，她就出生了。劉氏美貌出眾，生性聰慧，知書識字，而且過目不忘，讀《孝經》只需要一天，亦十分喜歡佛書。
金世宗为东京留守时，因击球，见到刘氏很惊异。于是让刘氏入府觐见自己的母亲李氏。刘氏进退闲雅，无恣睢之色。大定元年（1161年），劉氏進入東宮，成为太子完颜允恭的妾室，當時她二十三歲。
大定三年三月十三日（1163年4月18日），刘氏生下完颜允恭的长子完顏珣，即金宣宗。那時大雨打雷，令劉氏嚇倒而得病，不久就去世了。承安五年（1200年），金章宗追贈她為裕陵昭華。金宣宗即位，追尊為皇太后，祔顯宗廟，上諡號為昭聖皇后。